# Czupowo
Czupowo [t͡ʂuˈpɔvɔ] (tiếng Đức: Schuppau, until 1938 Schupowen) Là một ngôi làng ở quận hành chính của Gmina Banie Mazurskie, trong huyện Gołdapski, Warmińsko-Mazurskie, ở miền bắc Ba Lan, gần biên giới với Kaliningrad của Nga.
Trước năm 1945, khu vực này là một phần của Đức (Đông Phổ).